# دن اسمیت
دن اسمیت (انگلیسی: Dan Smith؛ زادهٔ ۱۴ ژوئیهٔ ۱۹۸۶) خواننده-ترانه‌پرداز، تهیه‌کننده موسیقی اهل بریتانیا است. وی بنیانگذار و خواننده گروه موسیقی راک باستیل است. این گروه در سال ۲۰۱۰ تشکیل شد و در سال ۲۰۱۳ با ترانه پمپئی به شهرت رسید.